# La Cueva del Tigre
La Cueva del Tigre är en ort i Mexiko.   Den ligger i kommunen Tempoal och delstaten Veracruz, i den sydöstra delen av landet, 240 km norr om huvudstaden Mexico City. La Cueva del Tigre ligger 121 meter över havet och antalet invånare är 378.
Terrängen runt La Cueva del Tigre är platt. Runt La Cueva del Tigre är det ganska tätbefolkat, med 72 invånare per kvadratkilometer. Närmaste större samhälle är Tantoyuca, 14,2 km sydost om La Cueva del Tigre. Trakten runt La Cueva del Tigre består till största delen av jordbruksmark.